# Zolotaja rečka
Zolotaja rečka (Золотая речка) è un film del 1976 diretto da Veniamin Davydovič Dorman.

## Trama
Il film è ambientato nel 1923. I personaggi si ritrovano di nuovo in luoghi dove è stato scoperto un grande deposito d'oro, ma diventa più difficile di prima.